# Don Henley
Donald Hugh "Don" Henley (Gilmer, Texas, 22 de julho de 1947) é um músico, cantor, compositor e baterista estadunidense, mais conhecido como um dos fundadores da banda de rock The Eagles. Mais tarde, lançou uma bem sucedida carreira solo, ganhando sete prêmios Grammy e atingindo os dez mais da Billboard Hot 100 seis vezes. Em 2008, foi nomeado o 87o melhor cantor de todos os tempos pela revista Rolling Stone. Desde 1994 divide sua atividade musical entre os Eagles e sua carreira solo.

## Discografia

### Álbuns de estúdio
| Ano                                                  | Detalhes do álbum                                      | Posições nas paradas | Posições nas paradas | Posições nas paradas | Posições nas paradas | Posições nas paradas | Posições nas paradas | Posições nas paradas | Certificações        |
| Ano                                                  | Detalhes do álbum                                      | EUA                  | GBR                  | CAN                  | AUS                  | NOR                  | SUE                  | NZ                   | Certificações        |
| ---------------------------------------------------- | ------------------------------------------------------ | -------------------- | -------------------- | -------------------- | -------------------- | -------------------- | -------------------- | -------------------- | -------------------- |
| 1982                                                 | I Can't Stand Still - Gravadora: Asylum Records        | 24                   | —                    | 5                    | —                    | 22                   | 34                   | 14                   | - RIAA: Ouro         |
| 1984                                                 | Building the Perfect Beast - Gravadora: Geffen Records | 13                   | 14                   | 17                   | —                    | 15                   | 24                   | 18                   | - BPI: Prata         |
| 1989                                                 | The End of the Innocence - Gravadora: Geffen Records   | 8                    | 17                   | 8                    | 40                   | 15                   | 11                   | 37                   | - BPI: Ouro          |
| 2000                                                 | Inside Job - Gravadora: Warner Bros. Records           | 7                    | 25                   | 8                    | —                    | 37                   | 22                   | —                    | - Music Canada: Ouro |
| "—" denota os lançamentos que não entraram na parada |                                                        |                      |                      |                      |                      |                      |                      |                      |                      |

### Compilações
| 1995                                                 | Actual Miles: Henley's Greatest Hits - Gravadora: Geffen Records | 48 | —  | 13 | —  | —  | - RIAA: Platina |
| 2009                                                 | The Very Best of Don Henley - Gravadora: Geffen Records          | —  | 29 | —  | 20 | 19 |                 |
| "—" denota os lançamentos que não entraram na parada |                                                                  |    |    |    |    |    |                 |

### Singles
| 1982                                                   | "Johnny Can't Read"                 | 42 | —  | 29 | —  | —  | —  | —  | —  | I Can't Stand Still                  |
| 1982                                                   | "Dirty Laundry"                     | 3  | —  | 1  | 47 | —  | 59 | 1  | —  | I Can't Stand Still                  |
| 1982                                                   | "You Better Hang Up"                | —  | —  | 44 | —  | —  | —  | —  | —  | I Can't Stand Still                  |
| 1983                                                   | "I Can't Stand Still"               | 48 | —  | —  | —  | —  | —  | —  | —  | I Can't Stand Still                  |
| 1984                                                   | "The Boys of Summer"                | 5  | —  | 1  | —  | —  | 12 | 15 | —  | Building the Perfect Beast           |
| 1985                                                   | "All She Wants to Do Is Dance"      | 9  | —  | 1  | 10 | 34 | —  | 13 | —  | Building the Perfect Beast           |
| 1985                                                   | "Not Enough Love in the World"      | 34 | 6  | 17 | —  | —  | —  | 63 | 3  | Building the Perfect Beast           |
| 1985                                                   | "Sunset Grill"                      | 22 | 18 | 7  | —  | —  | —  | 52 | 3  | Building the Perfect Beast           |
| 1985                                                   | "Drivin' With Your Eyes Closed"     | —  | —  | 9  | —  | —  | —  | —  | —  | Building the Perfect Beast           |
| 1986                                                   | "Who Owns This Place?"              | —  | —  | 3  | —  | —  | —  | —  | —  | The Color of Money (trilha-sonora)   |
| 1989                                                   | "The End of the Innocence"          | 8  | 2  | 1  | —  | —  | 48 | 3  | 3  | The End of the Innocence             |
| 1989                                                   | "The Last Worthless Evening"        | 21 | 5  | 4  | —  | —  | —  | 5  | 3  | The End of the Innocence             |
| 1989                                                   | "I Will Not Go Quietly"             | —  | —  | 2  | —  | —  | —  | —  | —  | The End of the Innocence             |
| 1989                                                   | "If Dirt Were Dollars"              | —  | —  | 8  | —  | —  | —  | —  | —  | The End of the Innocence             |
| 1990                                                   | "The Heart of the Matter"           | 21 | 3  | 2  | —  | —  | —  | 9  | 8  | The End of the Innocence             |
| 1990                                                   | "How Bad Do You Want It?"           | 48 | —  | 8  | —  | —  | —  | 32 | —  | The End of the Innocence             |
| 1990                                                   | "New York Minute"                   | 48 | 5  | 24 | —  | —  | 97 | 20 | 4  | The End of the Innocence             |
| 1993                                                   | "Sit Down You're Rockin' the Boat"  | —  | 13 | —  | —  | —  | —  | —  | —  | Leap of Faith (trilha-sonora)        |
| 1995                                                   | "The Garden of Allah"               | —  | —  | 16 | —  | —  | —  | 25 | —  | Actual Miles: Henley's Greatest Hits |
| 1995                                                   | "Everybody Knows"                   | —  | —  | —  | —  | —  | —  | 18 | —  | Actual Miles: Henley's Greatest Hits |
| 1996                                                   | "You Don't Know Me at All"          | —  | —  | 22 | —  | —  | —  | —  | —  | Actual Miles: Henley's Greatest Hits |
| 1996                                                   | "Through Your Hands"                | —  | 14 | 33 | —  | —  | —  | 9  | 14 | Michael (soundtrack)                 |
| 1998                                                   | "The Boys of Summer" (relançamento) | —  | —  | —  | —  | —  | 12 | —  | —  | Actual Miles: Henley's Greatest Hits |
| 2000                                                   | "Workin' It"                        | —  | —  | 21 | —  | —  | —  | —  | —  | Inside Job                           |
| 2000                                                   | "Taking You Home"                   | 58 | 1  | —  | —  | —  | —  | —  | 1  | Inside Job                           |
| 2000                                                   | "Everything Is Different Now"       | —  | 21 | —  | —  | —  | —  | —  | —  | Inside Job                           |
| 2000                                                   | "For My Wedding"                    | —  | —  | —  | —  | —  | —  | —  | —  | Inside Job                           |
| "—" denotes the single failed to chart or not released |                                     |    |    |    |    |    |    |    |    |                                      |

### Participações especiais
| 1981                                                   | "Leather and Lace"                 | Stevie Nicks    | 6 | 10 | 26 | —  | —  | 12 | —  | — | Bella Donna     |
| 1992                                                   | "Sometimes Love Just Ain't Enough" | Patty Smyth     | 2 | 1  | —  | —  | 22 | 1  | —  | — | Patty Smyth     |
| 1993                                                   | "Walkaway Joe"                     | Trisha Yearwood | — | —  | —  | 2  | —  | —  | 30 | 2 | Hearts in Armor |
| 1994                                                   | "Shakey Ground"                    | Elton John      | — | —  | —  | —  | —  | 64 | —  | — | Duets           |
| 2001                                                   | "Inside Out"                       | Trisha Yearwood | — | —  | —  | 31 | —  | —  | —  | — | Inside Out      |
| 2002                                                   | "It's So Easy"                     | Sheryl Crow     | — | —  | —  | —  | —  | —  | —  | — | C'mon C'mon     |
| 2007                                                   | "Calling Me"                       | Kenny Rogers    | — | —  | —  | 53 | —  | —  | —  | — | Water & Bridges |
| "—" denotes the single failed to chart or not released |                                    |                 |   |    |    |    |    |    |    |   |                 |